# Rustam Ibrayev
Rustam Ibrayev (en kazajo: Рустам Ибраев; 29 de mayo de 1991) es un deportista kazajo que compite en judo. Ganó una medalla de plata en el Campeonato Mundial de Judo de 2015, en la categoría de –60 kg.

## Palmarés internacional
| Campeonato Mundial | Campeonato Mundial   | Campeonato Mundial | Campeonato Mundial |
| Año                | Lugar                | Medalla            | Categoría          |
| ------------------ | -------------------- | ------------------ | ------------------ |
| 2015               | Astaná ( Kazajistán) | Medalla de plata   | –60 kg             |